# 意大利新现实主义
意大利新现实主义（義大利語：Neorealismo），或譯作義大利新寫實主義，也以「意大利电影黄金年代」的稱呼聞名，是一场国家电影运动，特征为讲述穷人和工人阶级的故事，在外景拍摄，常使用非专业演员。意大利新现实主义电影批判二战后意大利困难的经济水平和道德状况，展现了意大利精神的变化和日常生活状况，包括贫穷、压迫、不公平和绝望。
《單車失竊記》為此時期的代表作。